# Fieseler Fi 167
Le Fieseler Fi 167 est un bombardier-torpilleur conçu par l'Allemagne nazie au cours des années 1930. Seuls quelques exemplaires sont produits.

## Origine
Le 28 décembre 1936, la quille du premier porte-avions allemand (nommé Graf Zeppelin lors de son lancement deux ans après) est posée. L'Allemagne prévoit, à ce moment, d'avoir quatre porte-avions en service en 1945.
Pour équiper ces porte-avions, trois types d'avions sont prévus. Deux sont des adaptations d'avions de la Luftwaffe. Comme chasseur, les porte-avions doivent recevoir une version modifiée du Messerschmitt Bf 109, désignée Bf 109T. De même, le bombardier en piqué Junkers Ju 87 est navalisé sous la désignation Ju 87C. Le troisième appareil de l'arsenal doit être un bombardier-torpilleur, appareil vital pour les attaques contre les navires de surface, ayant également une capacité de bombardement horizontal ou en piqué et de reconnaissance. Un appel d'offres est lancé en ce sens en 1935, puis modifié en 1936. Le Fi 167 est la réponse de Fieseler à cette demande, il est en concurrence avec le Arado Ar 195. Les essais en vol montrent rapidement que l'avion de Fieseler est supérieur, il est sélectionné.

## Description
Le Fi 167 est un biplan, caractéristique qu'il partage avec son concurrent le Ar 195, et avec le célèbre Fairey Swordfish, avion britannique aux missions similaires. Les torpilles aériennes disponibles à la fin des années 30 doivent être lâchées à une vitesse très faible, un bombardier-torpilleur doit donc être stable et manœuvrable à basse vitesse, ce qui explique que la configuration biplan soit encore pertinente à cette époque pour cette mission particulière. Les capacités de vol à basse vitesse, et donc d'atterrissage et de décollages très court, du Fi167, sont d'ailleurs exceptionnelles. Comme un très grand nombre d'avions du troisième Reich, le Fi 167 utilise un moteur V12 inversé de la famille Daimler-Benz DB 600, en l'occurrence un DB 601B. Pour sa défense, l'avion possède deux mitrailleuses de petit calibre, une fixe utilisée par le pilote, une mobile utilisée par le deuxième membre d'équipage, pour se défendre contre un avion en poursuite.

## Retards puis abandon du programme
La construction des porte-avions allemands prend de plus en plus de retard. Dès 1939, la construction des unités n° 3 et 4 est abandonnée. En 1940 et 1941, le Graf Zeppelin est dépouillé de ses canons de défense, nécessaires ailleurs. Le Graf Zeppelin ne rentre jamais en service, et la construction du deuxième navire n'est jamais entamée. Dans ce contexte, la construction du Fi 167, qui n'a d'ailleurs jamais été un projet très prioritaire, perd son importance. En 1940, les appareils existants (12 avions de pré-série en plus des deux prototypes) sont livrés à une unité créée pour procéder aux essais de l'avion, l'Erprobungsgruppe 167. En 1942, la construction du Graf Zeppelin reprend. Cependant, à cette date, le biplan parait complètement dépassé. Il apparaît qu'une nouvelle version du Ju 87 peut aussi jouer le rôle de torpilleur, en plus de celui de bombardier en piqué, ce qui rend le Fi 167 inutile, le projet n'est donc pas relancé,. Devenus inutiles, les Fi 167 sont envoyés à l'Armée de l'air de l'État indépendant de Croatie. Ils sont utilisés dans un rôle de transport : leur capacité d'atterrissage et de décollage très court, et leur emport de charge assez importante, les rend utiles pour livrer des munitions et du ravitaillement à des troupes isolées (ou évacuer des blessés), dans la guerre de partisans menée en Croatie. Le 10 octobre 1944, un de ces avions est détruit par des mustang britanniques, c'est un des derniers biplans détruits en combat aérien pendant la guerre.